# Sh2-225
Sh2-225 è una nebulosa a emissione visibile nella costellazione dell'Auriga.
Si individua all'interno del grande pentagono che costituisce la costellazione, lungo la linea che congiunge le stelle ε Aurigae e θ Aurigae; il periodo più indicato per la sua osservazione nel cielo serale ricade fra i mesi di ottobre e marzo ed è notevolmente facilitata per osservatori posti nelle regioni dell'emisfero boreale terrestre.
Si tratta di una regione H II situata sul Braccio di Perseo alla distanza di 3700 parsec (circa 12060 anni luce); si ritiene che la responsabile della sua ionizzazione sia LS V +40 46, una stella blu di sequenza principale con classe spettrale O9V. Al suo interno i fenomeni di formazione stellare sono probabilmente attivi, come è testimoniato dalla presenza di un probabile oggetto stellare giovane coincidente con la sorgente IRAS 05235+4033, associata alla nebulosa.